# AKB0048
AKB0048 (яп. AKB0048 Эй-Кэй-Би Дзэро-Дзэро Фоти-Эйто) — японский аниме-сериал, вдохновлённый известной японской музыкальной группой AKB48 Аниме было создано студией Satelight, первый сезон транслировался с апреля по июль 2012 года, второй сезон с января по март 2013 года. Сериал является рекламой AKB48.

## Сюжет
Действие происходит в неопределённом будущем после глобальной войны, Земля разрушена и человечество живёт теперь на разных планетах-колониях. Однако абсолютное большинство их жителей обязаны работать на тяжёлых, каторжных работах. Дабы люди не отлынивали от своих обязанностей им запрещено развлекаться, а профессия айдору является вне закона. Единственный луч надежды — группа AKB0048, которая берёт своё начало от группы AKB48, существовавшей когда-то на Земле до её разрушения. Молодые девушки, путешествуя на Катюше, рискуя своей жизнью, дают нелегальные концерты на разных планетах, окрашивая их серый мир яркими красками надежды, радости и любви. Почти на всех планетах члены группы AKB0048 признаны террористами, однако её члены не намерены сдаваться. Однажды очередной концерт проходит на планете Ланкастар, на котором присутствовали четыре маленькие девочки, вдохновлённые ярким светом, исходящим из членов AKB0048, они тоже решают однажды стать айдору.

## Персонажи
Главных героинь-стажёров озвучивали реальные артистки музыкальной группы: AKB48, остальных персонажей озвучивали профессиональные сэйю.

### Стажёры

Стажёры AKB0048 слева направо: Судзуко, Макото, Соната, Мимори, Тиэри, Каната, Оринэ, Нагиса и Юка

Нагиса Мотомия (яп. 本宮 凪沙) 14-я Ацуко Маэда (яп. 前田 敦子)
Сэйю: Карэн Ивата
Главная героиня истории, ей 13 лет. Стажёр 77 поколения. Девушка c короткими алыми волосами. Так как её отец занимал высокопоставленную работу, он был категорически против того, чтобы Нагиса становилась айдолом, так как это испортит ему репутацию. Нагиса решает сбежать из дома, и в результате её отца сажают в тюрьму. Сначала она проявляла мало инициативы и не выделялась среди остальных стажёров. При себе носит всегда бантик, оставленный матерью, которым очень дорожит. После всеобщих выборов ставит перед собой твёрдую цель попасть в лучшую десятку и не уступать Тиэри, своей сопернице. После этого она стала стремиться стать новым лидером, как Юко Осина, а позже играет важную роль по возвращении Юки, которая застряла между двумя измерениями. В заключительной серии Нагиса становится 14-й Ацуко Маэдой, а зрители утверждают, что она похожа на неё.
Тиэри Соно (яп. 園 智恵理)
Сэйю: Маю Ватанабэ
Главная героиня истории. Стажёр 77 поколения. Имеет длинные голубые волосы. Дочь главы корпорации Зодиак, которая поставляет оружие для войск ДОРа. За четыре года до основных событий за ней стал следовать дух кирары, и Тиэри долгие время уговаривала отца позволить ей стать айдолом. Впоследствии она сбегает из поместья. Сначала ведёт себя скептически и прохладно относится к людям, но постепенно открывается и становится более дружелюбной. Очень преданна своей роли и не боится пожертвовать собой ради защиты друзей. Как дочь вражеской корпорации, она не раз вызывала подозрение со стороны недоброжелательных людей. После того, как её схватили войска ДОР, и она предстала перед судом, Тиэри произнесла блестящую речь, повысив себе рейтинги. Позже компания Зодиак незаконно выпустила рекламу с Тиэри, пользуясь кадрами, вырезанными из существующих видеороликов, тем самым ещё сильнее повысив рейтинги девушки. Однако Тиэри испытывала угрызения совести, осознавая, что это нечестно по отношению к товарищам. Позже выяснилось, что все препятствия ей чинил отец, который намеревался вызвать сияние Тиэри. В результате во всеобщих выборах Тиэри получает 6-е место, что уникально для стажёра, и даже Юко Осима начинает видеть в ней потенциального соперника. В заключительной серии становится новым лидером.
Оринэ Айда (яп. 藍田 織音)
Сэйю: Саяка Накая
Стажёр 77 поколения. Подруга Нагисы, потеряла родителей в раннем возрасте и пошла работать на фабрику, чтобы себя прокормить. Очень добрая, милая и дружелюбная, имеет волнистые светло-розовые волосы. Мечтает унаследовать имя Рино Сасихары и превзойти предыдущего члена с её именем.
Юка Итидзё (яп. 一条 友歌)
Сэйю: Амина Сато
Стажёр 77 поколения. Подруга Нагисы, имеет жёлтые волосы, которые завязывает в два хвоста. Весёлая, немного упёртая и нетерпеливая. Тем не менее, сильно дорожит друзьями. На Ланкастаре встречалась с Мамору, который был категорически против того, чтобы Юка стала айдолом. Однако позже они снова встречаются, и Мамору ради её защиты вступает в сепаратистские войска, чтобы защищать концерт AKB0048 на Ланкастаре.
Судзуко Кандзаки (яп. 神埼 鈴子)
Сэйю: Савако Хата
Стажёр 77 поколения, ей 14 лет. Имеет короткие зелёные волосы и носит очки. Соната называет её Линдой, так как имя 鈴 (Судзу) может читаться как Рин (японцы путают «л» и «р»). Сонату же называет Сонати. Очень многое знает об истории AKB0048 и её бывших членах.
Соната Синономэ (яп. 東雲 楚方)
Сэйю: Харука Исида
Стажёр 77 поколения. Имеет рыже-жёлтые волосы средней длины. 10-летняя девочка, которая не прошла первый тур и решила обманом пробраться на борт судна, чтобы пройти второй тур. Озорная и весёлая девочка, имеет привычку обращаться к себе в третьем лице. Любит называть людей кличками. Младшая сестра Канаты. В начале второго сезона ей уже 11 лет.
Макото Ёкомидзо (яп. 横溝 真琴)
Сэйю: Мао Мита
Стажёр 77 поколения. Неуверенная в себе и пугливая девушка, которая становится стажёром. Имеет сиреневые волосы. Всё время пессимистично настроена. У неё проблемы с фигурой, отсутствует грудь и есть живот, из-за чего она сильно переживает. Во втором сезоне во время тайной миссии набирается смелости. Соната называет её ворчуньей.
Каната Синономэ (яп. 東雲 彼方)
Сэйю: Харука Исида
Старшая сестра Сонаты, ей 15 лет. Имеет короткие красные волосы. Стажёр 75 печально известного поколения, чьи члены покинули группу (все, кроме Канаты и Мимори). Присоединилась к AKB0048, чтобы сражаться против ДОР и отомстить за смерть отца. Сначала была категорически против того, чтобы Соната стала новым стажёром. Является поклонницей Сиори и мечтает получить имя Минами Такахаси не подозревая, что уже более достойна этой роли, чем Сиори.
Мимори Кисида (яп. 岸田 美森)  8-я Марико Синода (яп. 篠田 麻里子)
Сэйю: Сумирэ Сато
Подруга Канаты. Стажёр 75 поколения. Имеет ярко-розовые волосы и загорелую кожу. На всеобщих выборах получила 10-е место. Широко известна сексуально привлекательной внешностью. По характеру похожа на Оринэ. Во втором сезоне становится восьмой Марико Синодой и по этому случаю состригает свои длинные волосы, завязав их в хвост.
Мэгуми Ванибути (яп. 鰐淵 恵)
Сэйю: Момока Киносита
Стажёр 76 поколения. Дружит с Ёко. Наблюдая за успехами стажёров 77 поколения, стала сильно ревновать и проявлять открытый протест, а также упрекать главных героинь в их бездарности. Узнав, что Тиэри — дочь главы корпорации Зодиак, сделала попытку настроить остальных членов против неё. Соната называет её злюкой. Позже отстаёт от стажёров 77 поколения, но всё равно не признаёт их.

### Наследники (самбацу)

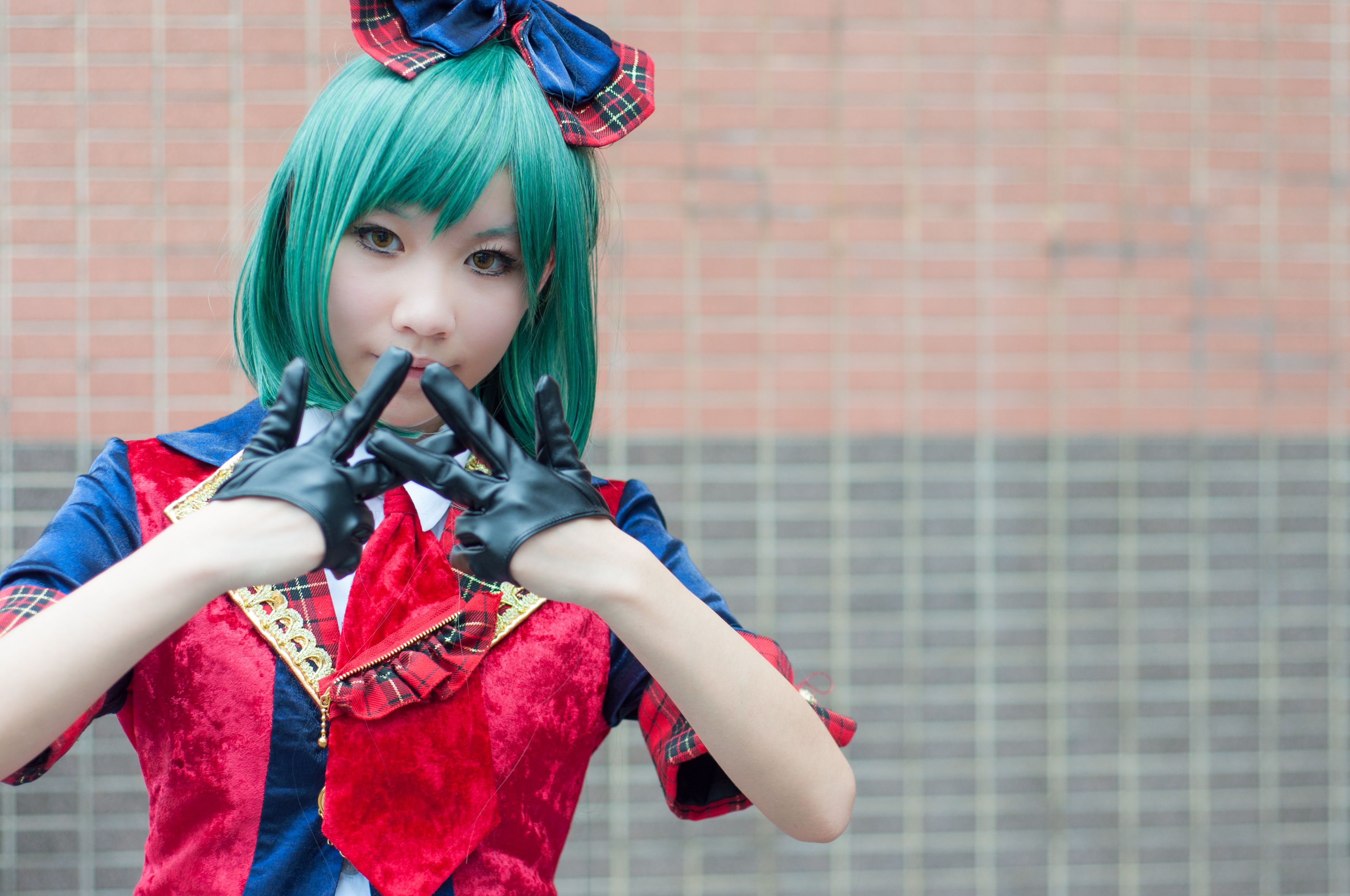
Такахаси Минами (косплей)

9-я Юко Осима (яп. 大島 優子) Юко (яп. ゆうこ) Хикари Кимисима (яп. 君島 光)
Сэйю: Акэми Канда
Девушка с весёлым и озорным характером. Имеет русые волосы средней длины. Самоуверенная, будучи стажёром сразу заявила, что намеревается стать новым лидером AKB0048. Верная поклонница Ацуко Маэды. На всеобщих выборах получила первое место. Вскоре после того, как была избрана новым лидером и после атаки ДОР на Акибастар, исчезает как и остальные бывшие лидеры в вспышке света, но застревает между измерениями. Её выручает Ацуко Маэда и отправляет обратно в реальный мир.
5-я Минами Такахаси (яп. 高橋 みなみ) Такамина (яп. たかみな) Сиори Арисава (яп. 有沢 栞)
Сэйю: Рёко Сираиси
Лидер наследников, очень серьёзная и ответственная девушка. Имеет тёмно-зелёные волосы. После того, как узнаёт, что Каната более достойна звания Такамины, стала сомневаться в своих способностях и мучить себя мыслью, что именно из-за неё Каната не сможет стать Такаминой. Из-за подобной неуверенности во время боя с ДОР Сиори оказывается серьёзно раненной. Позже она продолжает выполнять роль наставника для Сиори. На всеобщих выборах получает второе место после Хикари, после чего была вынуждена отказаться от роли лидера.
10-я Саяка Акимото (яп. 秋元 才加) Саяка (яп. さやか) Акира Игараси (яп. 五十嵐 アキラ)
Сэйю: Аяко Кавасуми
Занимается фитнесом и подталкивает остальных на занятия. Имеет длинные тёмно-сиреневые волосы, завязанные в хвост. На всеобщих выборах получает третье место.
11-я Томоми Итано (яп. 板野 友美)Томотин (яп. ともちん)Томоё Итано (яп. 板野 友世)
Сэйю: Кана Уэда
Девушка, лишённая чувства вкуса. Является прямым потомком Томоми Итано и внешне похожа на неё. Имеет длинные светло-русые волнистые волосы. На предварительных выборах получила третье место, но в голосовании заняла 8-е место. Такая же ситуация была и у её старшей сестры, предыдущей Томотин.
6-я Юки Касиваги (яп. 柏木 由紀) Юкирин (яп. ゆきりん) Аяко Куроки (яп. 黒木 綾子)
Сэйю: Юи Хориэ
На всеобщих выборах всегда получала 4-е место. Работает во многих областях.
8-я Харуна Кодзима (яп. 小嶋 陽菜) Кодзихару (яп. こじはる) Тихару Сакугаки (яп. 桜木 千春)
Сэйю: Мамико Ното
Обожает свои феромоны, которые вырабатывает во время тренировок. Из того же поколения, что и Юко. Имеет длинные розовые волосы. Очень дружелюбная.
10-я Саэ Миядзава (яп. 宮澤 佐江) Саэ (яп. さえ) Ёко Асамия (яп. 朝宮 陽子)
Сэйю: Май Накахара
Бывший стажёр 76 поколения. Имеет короткие серо-синие волосы. Дружит с Мэгуми и часто находится рядом с Саякой.
3-я Маю Ватанабэ (яп. 渡辺 麻友) Маюю (яп. まゆゆ) МаюМаю андроид CG-3 (яп. 渡辺 麻友＝アンドロイド MAYUYU コードCG-3)
Сэйю: Юкари Тамура
Девушка, которая любит очень много есть. Имеет встроенную механическую пушку в руке. Под юбкой хранит патроны.
13-я Ацуко Маэда (яп. 前田 敦子) Аттян (яп. あっちゃん)
Сэйю: Миюки Савасиро
Предыдущий лидер AKB0048, которая была невероятно популярной. Почти всегда во время выступлений из неё исходил яркий свет, и однажды она исчезла в вспышке света. Очень многие наследники всё ещё привязаны к ней, особенно её бывшие партнёры: Цубаса и Микако. Позже встречается с Юко, застрявшей между измерениями и помогает ей вернуться к друзьям.

### Остальные

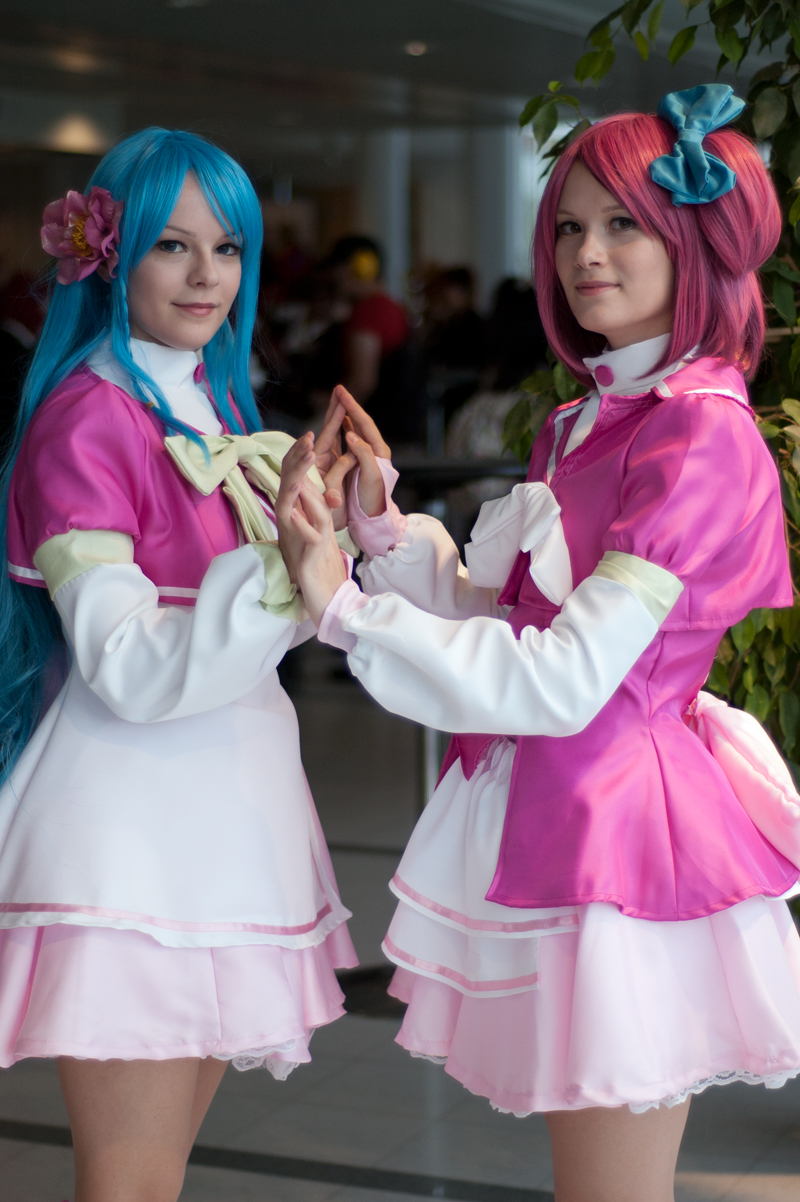
Косплей на Тиэри и Нагису

Цубаса Катагири (яп. カタギリ ツバサ) 7-я Синода Марико
Сэйю: Юми Какадзу
Продюсер и менеджер, была когда-то 7-й Марико Синодой и была лучшей подругой Аттян. Стремится узнать причину, по которой Аттян и предыдущие лидеры исчезали. Входит в контакт с таинственным сэнсэем и является мико в его храме.
Сэнсэй Сэнсэй (яп. 先聖センセイ)С-Квадрапл (яп. S.クワドラプル Эсу Кувадорапуру)
Сэйю: Кацуми Ватанабэ
Таинственный руководитель AKB0048, сочиняет новые тексты для айдору и назначает новых наследников и лидеров. Расположен под землёй в синтоистком храме. В конце показано, что «сэнсэй» — это большой кристалл диалиума.
Учитель Усияма (яп. 牛山先生 Усияма-сэнсэй)
Сэйю: Дайсукэ Оно
Тренер по танцам, очень строгий. Мужчина-трансвестит, имеет смуглую кожу и чёрные волосы. Дружит с Цубасой.
Микако Минамино (яп. 南野 美果子) 5-я Минэгиси Минами
Сэйю: Сатико Кодзима
Работает фотографом, бывшая 5-я Минами Минэгиси, имеет длинные зелёные волосы. Была в своё время лидером, и в момент, когда должна была исчезнуть, испугалась и воспротивилась свету, из-за чего осталась на сцене, но после этого потеряла свой свет и была вынуждена покинуть карьеру певицы. Одержима идеей вернуть Ацуко Маэду, для этого согласилась сотрудничать с Зодиаком. Однако в результате подставляет обе стороны. Во время сражения с ДОР к Микако снова возвращается сияние.
Отец Тиэри (яп. 智恵理の父 Тиэри но тити)
Сэйю: Сё Хаями
Президент корпорации Зодиак и отец Тиэри. Его компания поставляет оружие для ДОР. Всегда был равнодушен к Тиэри и не воспротивился, когда узнал, что она сбежала, чтобы стать айдору. Наоборот у него появилась цель пробудить свет у Тиэри, чтобы использовать весь потенциал диалиума для научных целей. В конце истории его убивают.

## Терминология
- Айдол — молодая девушка-певица, в аниме это не просто профессия, а уникальная сила, которой наделены немногие девушки. Сила не достаётся от рождения, а поселяется в сердце девочки, которая искренне желает стать айдору и дарить свет людям. Отличительной особенностью айдору является то, что отражения на волосах и в глазах имеют форму сердца. Бывшие айдору имеют отражение в форме ромба. Девушка-айдору изначально обладает хорошим пением, её успех и популярность зависит от того, насколько искренней она будет на сцене. Айдору также обязана хорошо владеть боевыми навыками, так как группа AKB0048 периодически проводит концерты на планетах, где айдору запрещены и подвергаются атаке войск ДОР. Если айдору не сможет защитить себя, то поездка равносильна самоубийству. Когда айдору достигает наивысшего уровня своей способности, она наследует имя одного из оригинальных членов группы AKB48 и душа девушки начинает входить в резонанс с душой оригинальной певицы, из-за чего начинается «жар наследства» и возможные отклонения в характере.
- Кирара — гиперпространственные существа, появившееся в результате научных исследований над диалиумом. Они похожи на маленьких разноцветных духов и реагируют на айдору. Когда кирара притягивается к девочке и светится, то это знак, что девочка обладает силой айдору. Чем сильнее и искреннее чувства айдору, тем сильнее будет светится кирара. Почти каждую айдору сопровождает маленький кирара.
- Механизм Кирары — феномен, возникающий в момент, когда искренние чувства айдору максимальны, вокруг певицы образуется аура света, это является ярким показателем потенциала девушки. Лишь та айдору, которая по настоящему может «дарить свет», сможет стать лидером команды. Свет, исходящий из девушки дарит надежду и любовь зрителям. Та айдору, которая сомневается в своих способностях или боится, не может дарить свет. Когда свет кирары становится максимальным, то айдору исчезает и попадает в иное измерение. Так исчезли все предыдущие лидеры. Диалиум осуществляет переход в другие измерения, чтобы, когда человечество окончательно погрязнет в унынии, суметь сохранить немного света.
- Диалиум — таинственная каменная порода, обнаруженная в XXI веке. Обладает некой силой, схожей с божественной, и разумом. Является главным источником феномена способностей айдору, фактически духи-кирары являются частью его силы. Камень несёт за собой положительную энергию и стремится распространить её среди всех живых существ, для чего стал использовать айдору. Один из таких камней находится в Акибастаре, который создаёт новые песни для AKB0048 и избирает новых лидеров и наследников. Силы ДОР и корпорация Зодиак тоже знают о камне, на его основе они создали новые технологии, которые, например, позволяют проводить телепортацию в разные уголки вселенной. Диалиум реагирует на искренне чувства айдору.
- ДОР/D.J.T.O — военное образование, которое контролирует почти все планеты-колонии, установив там тоталитарный строй. Для, якобы, «повышения эффективности работоспособности» они объявили все мероприятия, связанные с выступлениями AKB0048, незаконными, а самих айдору — террористами. Однако за этим стоят другие мотивы: представители олигархии делают миллиардные ставки на то, сколько смогут продержаться айдору во время незаконного выступления. Также есть ещё один мотив: для ДОР прежде всего выгодно использовать айдору в военных целях, так как они единственные могут повышать резонанс диалиума, и поэтому пытаются поймать их. Против тех планет, которые не подконтрольны ДОР и поддерживают айдору, ДОР ведут террористическую деятельность, периодически совершая атаки.
- Зодиак — крупная корпорация, которая плотно сотрудничает с ДОРом и предоставляет ему оружие. Занимается добычей камня диалиума. Руководителем корпорации является отец Тиэри. Когда он узнаёт, что Тиэри стала айдору, он решает наоборот помочь ей, раскрутив её рейтинги, чтобы вызвать «её свет» и позже использовать в военных и научных целях.
- ОТА — армия фанатов AKB0048, которые сражаются с войсками ДОР во время выступления айдору. Их машины обклеены постерами членов AKB0048.

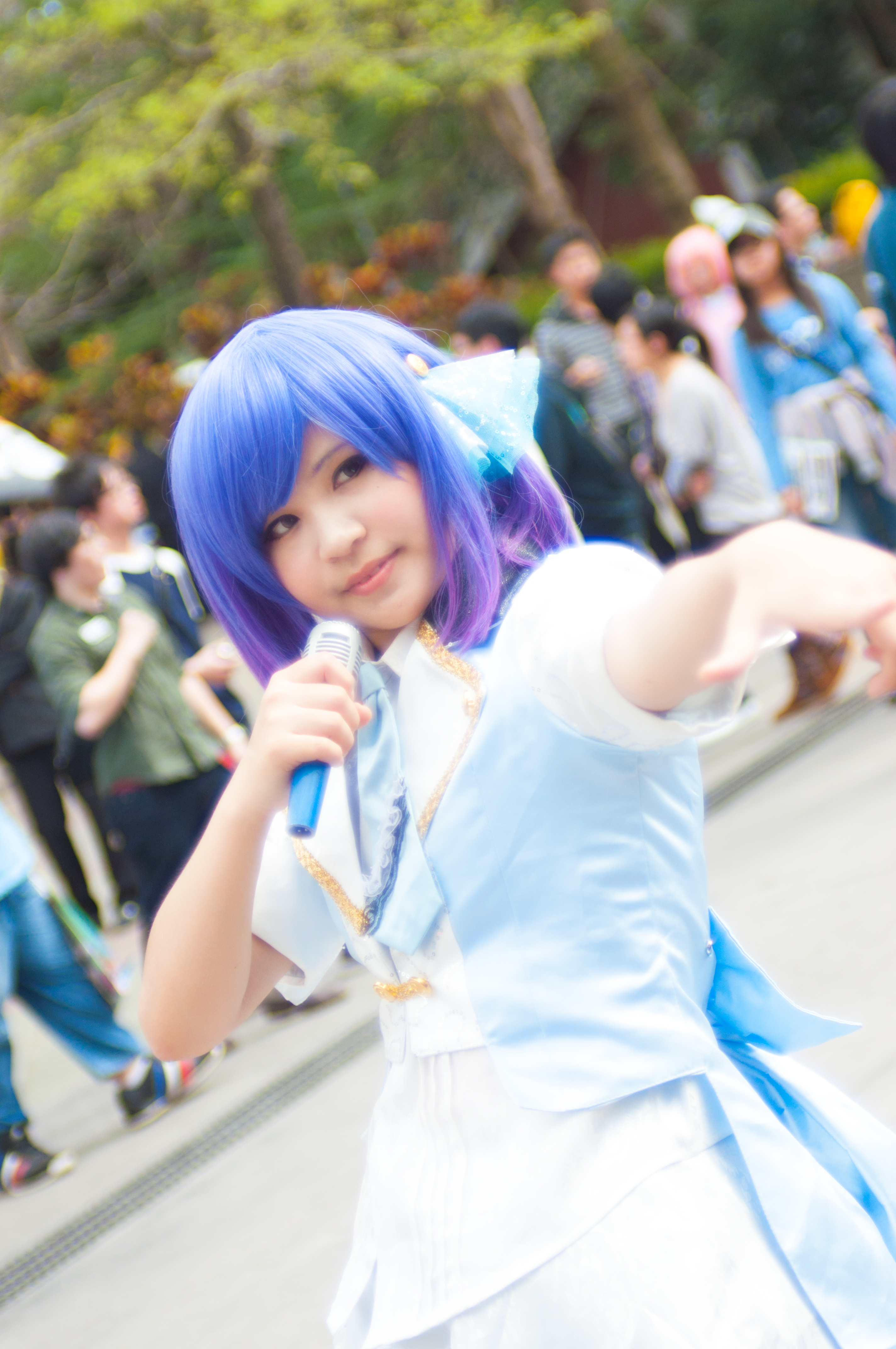
Косплей на Аттян

### Планеты
Ниже приведены планеты, которые фигурировали в аниме. Во всех планетах используется японский язык. Надписи все выполнены на латинице или кандзи. Единственная планета (показанная в сериале), где жители говорят на ином (русском) языке — Тундрастар, но и там надписи, используемые ДОР тоже написаны на кандзи. Во всех планетах среди населения существует сильный культ «айдору», которых они прославляют, как единственный луч любви и надежды. На всех планетах, подконтрольных ДОР, везде висят таблицы с надписью Публичные развлечения запрещены/Идолы запрещены! (яп. 芸能禁止/No Idol! гэйно: кинси).
- Акибастар — планета, где размещён штаб-центр AKB0048. Название созвучно с Акибой, знаменитым развлекательным районом в Токио. Одна из немногих планет, где айдору разрешены, жизненный уровень среди населения высокий. Мегаполис окружён специальным куполом, который создаёт видимость земного неба. Известно, что в прошлом в результате войны Акибастар особенно сильно пострадал. В конце второго сезона Акибастар завоёвывают ДОР, разрушив наполовину, однако AKB0048 возвращают его обратно.
- Ланкастар — планета, подконтрольная ДОР. Родной дом Нагисы, Оринэ и Юки. Жители в основном работают шахтёрами и на фабриках. Уровень жизни низкий. Здесь запрещены любые мероприятия айдору. После того, как Нагиса покинула планету, политическая ситуация только ухудшилась: школа, где Нагиса училась, закрылась, а сепаратистские образования стали набирать больше силы.
- Атамистар — курортная планета, чью поверхность почти полностью покрывает океан. Одна из немногих планет, которая сохранила свою независимость от ДОР. Здесь проходят фотосессии с участием членов AKB0048 в купальниках.
- Тундрастар — планета, подконтрольная ДОР. Примечательна тем, что здесь очень холодно и периодически выпадает снег. Её населяют русские, носящие характерную одежду и живущие в избах.
- Сагиттариустар — планета, подконтрольная ДОР. Родная планета Тиэри. Уровень жизни здесь благополучнее, чем на остальных планетах, подконтрольных ДОР. Однако любые мероприятия здесь тоже запрещены, поэтому везде царит серая и гнусная атмосфера.
- Балтистар — планета, подконтрольная ДОР, уровень жизни здесь низкий. Здесь располагается военная база ДОР, где олигархи и политики тайно делают миллиардные ставки на концерты AKB0048.
- Касумигастар — планета, подконтрольная ДОР, здесь располагается верховный суд.
- Парадайсу — планета с уникальной флорой и фауной. Её населяют существа фунги, которых истребляют работники корпорации Зодиак, добывающие здесь диалиум.

## Интересные факты
- Космический корабль, на котором путешествуют AKB0048, имеет русское название «Катюша»[14].
- Космические корабли носят названия синглов AKB48[14].
- В третьей серии девушки практикуют стрельбу с винтовками AKS-74, в реальности это автомат AK-47[14].

## Манга
Незадолго до выпуска сериала свою публикацию начали 4 манги: издательством Kodansha в журналах Nakayoshi, Bessatsu Friend, Magazine Special и Bessatsu Shonen Magazine. Манги публиковались с декабря 2011 года по января 2012 года. Произведения носят следующие названия: AKB0048 Episode 0, AKB0048 Heart-Gata Operation (яп. AKB0048 ハート型オペレーション AKB0048 Хато-Гата Опэрэсён), AKB0048 Gaiden: Fly! AKB Zero Zero Girl's School (яп. AKB0048外伝 とびだせ!AKBぜろぜろ女学園 AKB0048 Гайдэн Тобидасэ! AKB Дзэро Дзэро Дзёгакуэн), AKB0048: The Most Serious Guy in the Universe (яп. AKB0048 宇宙で一番ガチなヤツ! AKB0048 Утю дэ Итибан Гати на Яцу!).

## Аниме

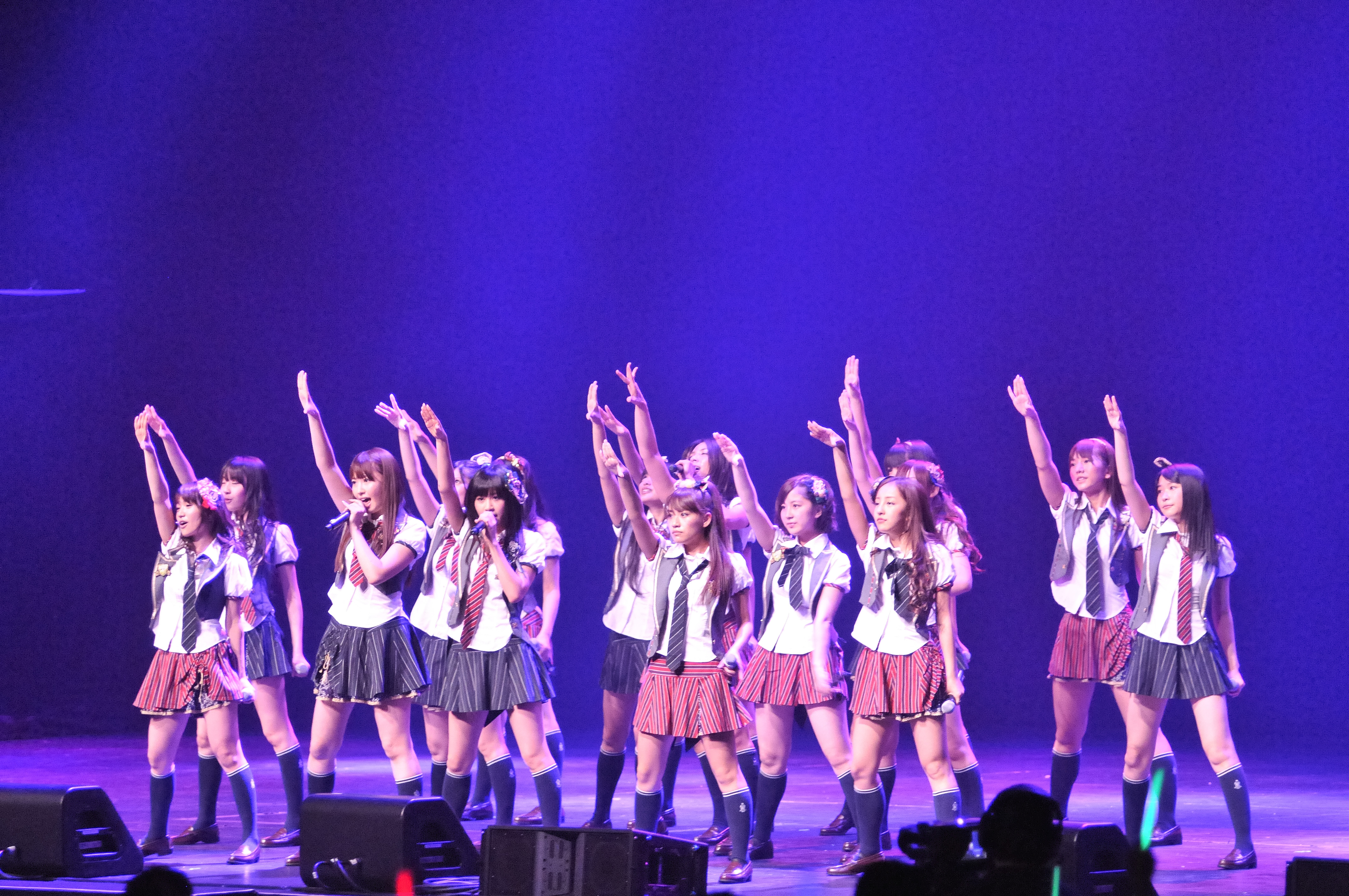
Члены группы AKB48, чьи имена носят многие персонажи из AKB0048

Аниме-сериал был выпущен студией Satelight и транслировался в Японии с 29 апреля 2012 года по 22 июля 2012 года. Серии были выпущены на Blu-ray и DVD-изданиях 27 июня 2012 года с режиссёрской версией первой серии. Открытие к аниме Kibō ni Tsuite (яп. 希望について Кибо ни Цуйтэ) исполняю сэйю, озвучивавшие стажёров. Концовку Dreams Are Forever Reborn (яп. 夢は何度も生まれ変わる Юмэ ва Надо мо Умарэкавару) исполняют те же сэйю.
Второй сезон аниме транслировался с 5 января по 30 марта 2013 года и доступен на веб-сайте Crunchyroll. Открывающую тему аниме The Voice with no master (яп. 主なきその声 Арудзи наки соно Коэ) и концовку I Dedicate These Tears to You (яп. この涙を君に捧ぐ Коно Намида о Кими ни Сасагу) исполняют сэйю стажёров.
Компания Sentai Filmworks приобрела права на лицензию аниме-сериала и собирается выпустить его на территории США для домашнего просмотра в конце 2013 года.

## Список серий аниме
| 1 | Нестираемые мечты «Кэсэнай юэ» (消せない夢)                               | 29 апреля 2012 года |
| На планете Ланкастар запрещены любые выступления айдору, однако туда нелегально прибывает группа AKB0048. 4 маленькие девочки: Нагиса, Тиэри, Оринэ и Юка настолько сильно впечатлены концертом, что решают в будущем тоже стать айдору. Проходит 4 года, среди AKB0048 начинается отборочный тур и подросшие девочки (без Тиэри) проходят первый тур и получают билеты на планету Акибастар. Отец Нагисы категорически против идеи дочери стать айдору, и Нагиса сбегает.                                                                              |                                                                           |                     |
| 2 | Избранный свет «Эрабарэси хикари» (選ばれし光)                            | 6 мая 2012 года     |
| Главные героини попадают на космический корабль, где также находятся будущие айдору: Тиэри, Судзуко, Соната и Макото. Внезапно на корабль нападают войска ДОР, узнав о том, что в корабле члены отборочного тура AKB0048. Однако сама группа AKB0048 прибывает на корабль и спасает его членов. |                                                                           |                     |
| 3 | Выбор звёздной пыли «Хосикудзу сэрэкусён» (星屑セレクション)              | 13 мая 2012 года    |
| Начинается второй тур отбора, девушки подвергаются суровым испытаниям и тренировкам. Последним испытанием становится защита группы AKB0048 на планете, подконтрольной войсками ДОР. Испытание удачно проходят Нагиса, Тиэри, Оринэ, Юка, Судзуко, Соната и Макото. Они становятся новыми стажёрами AKB0048 77 поколения. |                                                                           |                     |
| 4 | Твои усилия не предадут «Соно дорёку урагиранай» (その努力裏切らない)     | 20 мая 2012 года    |
| Девушки прибывают на Акибастар. Там они знакомятся с Канатой и Мимори из 75 поколения, которое печально известно тем, что почти все его члены погибли. Каната категорически против того, чтобы младшая сестра Соната стала айдору. Она сомневается в своих чувствах и плохо выступает на занятиях, в результате её предлагают поменять местами с новичком Тиэри. Соната впадает в депрессию, но её подбадривает Мимори и Каната справляется со своими чувствами и признаёт Сонату, как нового стажёра.                                                  |                                                                           |                     |
| 5 | Выходные «Сорэдзорэ но Кюдзицу» (それぞれの休日)                          | 27 мая 2012 года    |
| Девушки тренируются танцевать, петь и весело проводят время. Хикари заявляет, что намеревается стать новым лидером AKB0048. |                                                                           |                     |
| 6 | Первое рукопожатие «Хадзимэтэ но Акусюкай» (初めての握手会)               | 3 июня 2013 года    |
| На днях состоится «Хансэй», мероприятие, когда айдору могут пообщаться с поклонниками, однако Оринэ получает сообщение от некого мальчика, который оскорбляет Оринэ и грозит, что, если она посетит мероприятие, он устроит теракт. Оринэ падает духом, но всё равно решает посетить мероприятие. Однако оно прерывается, когда на стадион нападают войска ДОР. Оринэ спасает того самого мальчика, и он признаёт девушку. |                                                                           |                     |
| 7 | Наследник-кирара «Сюмэй Кирара» (襲名キララ)                              | 10 июня 2013 года   |
| Главных героинь решают сделать «андэрэ», заместителями «наследников», которые обязаны защищать их во время выступления. Однако это вызывает ревность и презрение среди стажёров из 76 поколения, они узнают, что Тиэри является дочерью главы корпорации Зодиак, главного поставщика оружия войскам ДОР, и таким образом решают оказать давление на 75 поколение. Сиори Орисава, наследница имени Минами Такахаси, видит в зеркале души, что теперь главной претенденткой на её имя является Каната.                                                    |                                                                           |                     |
| 8 | Кому принадлежит имя? «Соно намаэ, дарэ но моно?» (その名前、誰のもの？)  | 17 июня 2012 года   |
| Принимается решение провести концерт на планете Тундрастар. Девушки из 76 поколения из чувства ревности продолжают давить на главных героинь. Сиори начинает сомневаться в своих способностях. По пути в Тундрастар члены AKB0048 вступают в бой с войсками ДОР, и Сиори оказывается серьёзно раненной. |                                                                           |                     |
| 9 | Эмоциональные отношения «Кимоти рирэ:сён» (キモチリレーション)            | 24 июня 2012 года   |
| Корабль AKB0048 тайно прибывает на Тундрастар. Главные героини тайком сбегают и попадают в русское поселение. Там они знакомятся с группой маленьких девочек, их верных поклонников. Сиори из-за тяжёлого состояния хотят отстранить от концерта, но она твёрдо решает выступать. Позже члены AKB0048 удачно проводят нелегальный концерт, а одна из девочек, с которой встретилась Нагиса, приобретает силу айдору. Состояние Сиори ухудшается до критического.                                                                                        |                                                                           |                     |
| 10 | Чудеса волн «Намина но Кисэки» (波間のキセキ)                             | 1 июля 2012 года    |
| Члены AKB0048 должны принять участие на фотосессии в купальниках на Атомистаре. У Макото проблемы с фигурой: нет груди и большой живот, она решает искусственно увеличить грудь. Позже её кусает медуза. Между тем выясняется, что фотооператор Микако Минамино является бывшей наследницей имени Минами Минэгиси и знает о феномене исчезновения бывших лидеров группы AKB0048. |                                                                           |                     |
| 11 | Возвращение на ЛанкастарАтомистар «Ранкасута Футатаби» (ランカスター再び) | 8 июля 2012 года    |
| Внезапно принимается решение, что дебютировать роль на концерте будут дублёры, а концерт будет проводиться на Ланкастаре, родной планете Нагисы, Оринэ и Юки. Они должны выучить новую песню. Главные героини прибывают в родной город и узнают, что их школу закрыли и она стала штаб-квартирой сепаратистов, которые ведут борьбу за свободу от тирании ДОР, среди их членов есть Мамору, парень Юки. Они встречаются с главными героинями, и Нагиса узнаёт, что его отца арестовали. Внезапно на штаб-квартиру нападают войска ДОР, девушки сбегают. |                                                                           |                     |
| 12 | Идол, который поёт о любви «Ай о утау айдору» (愛をうたうアイドル)        | 15 июля 2012 года   |
| Девушки пробираются в тюрьму, чтобы освободить отца Нагисы, но тот отказывается уходить, мотивируя это тем, что будет в таком случае считаться настоящим предателем. Нагиса впадает в депрессию и теряет голос. Её решает заменить Тиэри. Сиори всё ещё не оправилась от ран, полученных в Тундрастаре. Мамору признаётся, что всё ещё любит Юку. Стажёры AKB0048 начинают своё выступление на Ланкастаре, а к Нагисе возвращается голос. Однако концерт прерывается из-за интенсивной атаки ДОР.                                                       |                                                                           |                     |
| 13 | Ради улыбок «Эгао но тамэ ни» (笑顔のために)                              | 22 июля 2012 года   |
| Главные героини твёрдо решают провести повторный концерт на Ланкастаре, они слышат голос Ацуко Маэды, предыдущего лидера группы, которая исчезала и корабль самопроизвольно перемещается обратно на Ланкастар. Тюрьма, где был заключён отец Нагисы, разрушена, и он оказывается на свободе. |                                                                           |                     |

Второй сезон
| 1 | Соревновение девушек «Сёдзё сайбан» (少女裁判)                       | 2 января 2013 года   |
| Скоро будут проводиться новые всеобщие выборы, которые определят нового лидера AKB0048. Внезапно на отель нападают войска ДОР и похищают Тиэри, Сонату и Юкирин. Они оказываются в Касумигастаре, где предстают перед высшим судом. Их решают приговорить к 40 годам лишения свободы. Тиэри произносит блестящую речь в защиту своих идеалов, чем повышает себе рейтинг среди фанатов. Вскоре прибывают другие члены AKB0048 и спасают девушек. |                                                                      |                      |
| 2 | Испытание новых разработок? «Сёгэки но синтэнкай!?» (衝撃の新展開!?) | 12 января 2013 года  |
| Перед всеобщими выборами члены группы AKB0048 принимают участие в юмористическом шоу, где должны развеселить телезрителей. Появляются результаты о предвыборном голосовании, на 9 месте оказывается Тиэри, что является невероятно высоким для стажёра. |                                                                      |                      |
| 3 | Тьма идола перед рассветом «Айдору но ёакэмаэ» (アイドルの夜明け前)  | 26 января 2013 года  |
| Во время церемонии рукопожатия очередь к Тиэри в несколько раз длиннее, чем к остальным стажёрам. Однако Тиэри понимает, что её высокие рейтинги обусловлены действиями отца. Тиэри мучают угрызения совести, что её популярность «накручена». Девушка узнаёт, что отец решил вызвать «свет у Тиэри» в целях научных экспериментов. Начинается объявление результатов всеобщих выборов и 10 место занимает Кисида Мимори. |                                                                      |                      |
| 4 | Новые всеобщие выборы «Синсэмбацу со:сэнкё» (新選抜総選挙)           | 26 января 2013 года  |
| Объявление результатов всеобщих выборов продолжается, на 9 месте оказывается Миядзава Сая. На 8 месте Итана Таматина. На 7 месте Кодзима Харума. На 6 месте оказывается Тиэри. Однако у девушки начинается истерическая одышка. На 5 месте Ватанабэ Маю, на 4 месте Хасиваги Юки, на 3 месте Акимото Саяка. На 2 месте оказывается Такахаси Минами и на первом месте Осима Юка. |                                                                      |                      |
| 5 | Запретная звезда «Киндзирарэта Хоси» (禁じられた星)                  | 2 февраля 2013 года  |
| Главные героини, маскируясь под работников, попадают в военную базу ДОР на Балтистаре, после того, как оттуда просачивались странные отчёты, тем временем в качестве отвлекающего манёвра члены AKB0048 проведут незаконный концерт на планете. Главные героини узнают, что богачи и политики делают миллиардные ставки на концертах AKB0048, как долго они смогут продержаться, защищаясь от атак ДОРа. Однако девушек замечают, но их тайно проводит один из работников — фанат AKB0048. |                                                                      |                      |
| 6 | Наследник света «Кагаяки о цугумоно» (輝きを継ぐ者)                  | 9 февраля 2013 года  |
| Члены AKB0048 проходят очередную фотосессию. Юко после того, как увидела яркий свет Микасы и Тиэри, начинает сомневаться в своих способностях. У Мимори повышается температура, так как она получает наследство имени Марико Синоды, в предстоящем концерте вместо Мимори решают представить Нагису. |                                                                      |                      |
| 7 | Революция Мимори «Мимори какумэй» (美森革命)                         | 16 февраля 2013 года |
| Мимори проходит особый ритуал по становлению Марико, однако главные героини узнают, что после таких ритуалов айдору меняется в характере. Из-за чего главные героини волнуются, что могут «потерять» Мимори. Однако их волнения напрасны, Мимори становится успешно 8-й Марико и проводит концерт. |                                                                      |                      |
| 8 | Решающая битва на Акибастаре «Кэссэн Акибасута» (決戦アキバスター)   | 23 февраля 2013 года |
| Юко продолжает сомневаться в своей силе и изнуряет себя тяжёлыми тренировками. Другие начинают волноваться за неё. Начинается очередной концерт, однако на Акибастар нападают войска ДОР. Выясняется, что Микако работала тайно на «Зодиак». Юко исчезает вспышке света. |                                                                      |                      |
| 9 | Голубое предательство «Аои урагири» (青い裏切り)                     | 2 марта 2013 года    |
| Акибастар оказывается захваченным войсками ДОР. Микако взята под стражу и рассказывает, что, будучи лидером AKB0048, застала момент, когда могла исчезнуть во вспышке света, но испугалась и потеряла навсегда свой свет. Корабль пытается перехватить переговоры в эфире, но на них нападают войска ДОР, Микако решает пожертвовать собой, чтобы спасти корабль, её свет снова пробуждается. Тем не менее, Микаку спасает Сиори. Корабль приземляется на неизвестную планету. |                                                                      |                      |
| 10 | Кричащий райНа планете, «Дзэккё парадайсу» (絶叫パラダイス)          | 9 марта 2013 года    |
| Оринэ находит зверька и называет его Мофу-Мофу. Позже выясняется, что планету контролирует корпорация Зодиак, добывает там камень диариум, и ради своих целей истребляет и выгоняет зверей фунги. Главные героини решают помочь зверям и устраивают им концерт. Тиэри с Нагисой проникают в корабль корпорации. |                                                                      |                      |
| 11 | По ту сторону двери «Тобира но муко:гава» (扉の向こう側)             | 16 марта 2013 года   |
| Тиэри намерена поговорить со своим отцом, попытаться изменить его. Она прибывает в Сагиттариустат, там её тепло принимает дворецкий поместья. Отец ставит Тиэри перед условием, что если она пробудет свет во время пения, он не отправит войска ДОР на корабль AKB0048. Тиэри соглашается, но во время исполнения песни кто-то убивает отца, застрелив его в голову. |                                                                      |                      |
| 12 | Путь к театру «Гэкидзё э но мити» (劇場への道)                       | 23 марта 2013 года   |
| Чтобы спасти Акибастар, нужно вызвать резонанс диалиума, но для этого нужно, чтобы каждый член AKB0048 сиял как лидер. Нагиса и Тиэри временно попали в иное измерение и узнают, что Юко не смогла присоединиться к остальным бывшим лидерам и застряла между мирами. Члены AKB0048 прибывают на оккупированный Акибастар, чтобы дать концерт, но его жители, решившие, что айдору предали их, устроили холодный приём и стали прогонять группу. |                                                                      |                      |
| 13 | Без имени... «Ноу нейм…» (NO NAME...)                                | 30 марта 2013 года   |
| Девушки продолжают петь, но жители Акибастара настроены агрессивно, Нагиса призывает людей не отказываться от любви к музыке и успокаивает толпу. Юко встречается с Аттян, которая рассказала, что диалиум забирал всех лидеров в другие измерение, чтобы сохранить немного света, когда человечество окончательно поникнет во тьме. У Нагисы появляется жар наследства, она становится 14 Маэдой Ацуко. Тем временем силы ДОР нападают на айдору, однако девушки успешно оказывают сопротивление. Тиэри испускает свет нового лидера. ДОР одерживают тотальное поражение. Нагиса заявляет, что не намерена уступать звание лидера Тиэри. |                                                                      |                      |

## Игра
Коллекционная карточная игра AKB0048 ARcarddass была выпущена в конце 2012 год]а для IOS и Android, и игре используется дополненная реальность (англ. mixed reality) с помощью которой можно сканировать специальные карточки.